# Ludwik Rajchman
Ludwik Rajchman   (Varsòvia, 1 de novembre de 1881 - Chenu, 13 de juliol de 1965) fou un bacteriòleg i activista social polonès d'origen jueu. És considerat el fundador de l'UNICEF i en fou el primer president del 1946 al 1950. Era francmaçó.

## Família
El seu pare era Aleksander Rajchman, el creador i primer director de l'Orquestra Filharmònica de Varsòvia, i Melania Hirszfeld, una militant socialista i els drets de les dones. Era d'una família cristianitzada de jueus polonesos. Mentre que els pares eren agnòstics, Ludwik va ser batejat en néixer. Era germà d'Aleksander Rajchman, un prominent matemàtic polonès i d'Helena Radlinska, sociòloga polonesa, i era el cosí germà de Ludwik Hirszfeld, un microbiòleg polonès. Ludwik Rajchman fou el pare de Jan Aleksander Rajchman, un informàtic polonès, inventor de la memòria de tors.

## Biografia
Va ser actiu en el Partit Socialista Polonès (PPS). Després de la matança dels treballadors agrícoles a Łanięta, el març de 1905, va publicar una crida a la vaga de la terra. Els coautors de la crida, signada al Cercle d'Educació Popular, eren entre d'altres Konstanty Krzeczkowski, Stefan Wolff i Stefan Julian Brzeziński (fundador de la Polski Związek Ludowy («Unió de Poble Polonès»). Rajchman va enviar clandestinament un missatge des de Cracòvia al Tsarat de Polònia. Després de l'escissió del PPS al Novè Congrés de Viena el 1906, es va unir al PPS-esquerra. Per les seves activitats durant la revolució de 1905 va ser detingut. Després de quatre mesos de presó va ser alliberat. Va haver d'abandonar el regne de Polònia. Se'n va anar a Kazan per convalidar el seu títol de metge. Després se'n va anar a França per estudiar en els anys 1907-1909 a l'Institut Pasteur de París.
De 1920 a 1921 va ser un dels organitzadors de la Comissió Epidemiològica de la Societat de Nacions. El 1923 va crear l'Institut Nacional d'Higiene, del qual va ser el primer director i entre 1929 i 1931 s'estigué a la Xina com a assessor mèdic de Chiang Kai-shek i Song Ziwen. Entre 1931 i 1939 fou un expert del Consell Econòmic Nacional per a la reconstrucció de la Xina. Entre 1940 i 1943 fou assessor de Song Ziwen, com a representant especial de la Xina als Estats Units.
Cap al final de la guerra, l'Administració de les Nacions Unides per a l'Auxili i la Rehabilitació (UNRRA) li va encarregar escriure un informe sobre com tractar amb el dràstic estat de les condicions de salut un cop Europa fos alliberada (en particular, es temia una epidèmia de tifus). Al final de la guerra, el nou govern polonès comunista de Lublin li va demanar que representés a Polònia a l'UNRRA. Rajchman hauria tingut greus dubtes sobre la col·laboració amb aquest govern, però al final va ser guanyat pel desig d'ajudar el seu país, cosa que feu molt eficaçment a través de l'UNRRA.
Quan l'UNRRA va anunciar, en una reunió de l'ONU a Ginebra, que posaria fi als seus esforços de socors, Rajchman es va posar dret davant l'assemblea i va demanar la creació d'un fons destinat a ajudar els nens a tot el món. La seva proposta va ser acceptada i al començament de 1947, l'UNICEF ja estava ajudant els nens, especialment en la nutrició i la immunització. Rajchman va romandre com a president de la junta d'UNICEF fins al 1950 i es va negar a rebre cap sou per la seva feina. En el context de la naixent guerra freda l'estalinisme als països del bloc soviètic, Rajchman va tenir problemes per l'ona repressiva del Maccarthisme: abruptament va anar a França i mai no va tornar als Estats Units. Alhora, les autoritats comunistes poloneses li van retirar el passaport polonès i no li van restituir fins que no va començar el període post-estalinista el 1956. A partir de llavors Rajchman va anar sovint a Polònia, en particular per visitar la seva germana que havia estat acomiadada per les autoritats de les seves funcions acadèmiques. La seva última visita va ser a Varsòvia el 1963, per visitar l'institut de salut pública que havia fundat el 1918. Rajchman va morir el 1965 per complicacions derivades de la malaltia de Parkinson que patia.